# Paracoccus zealandicus
Paracoccus zealandicus är en insektsart som först beskrevs av Ezzat och Mcconnell 1956.  Paracoccus zealandicus ingår i släktet Paracoccus och familjen ullsköldlöss. Inga underarter finns listade i Catalogue of Life.